# (35734) Dilithium
(35734) Dilithium est un astéroïde de la ceinture principale.

## Description
(35734) Dilithium est un astéroïde de la ceinture principale. Il fut découvert le 14 avril 1999 à l'Observatoire Goodricke-Pigott par Roy A. Tucker. Il présente une orbite caractérisée par un demi-grand axe de 2,34 UA, une excentricité de 0,16 et une inclinaison de 6,0° par rapport à l'écliptique.